# Mari Kimura
Pour les articles homonymes, voir Kimura.
Mari Kimura (木村 まり, Kimura Mari) est une violoniste et compositrice japonaise surtout connue pour son emploi des sous-harmoniques (en), qui, obtenues par des techniques spéciales d'archet, permettent d'atteindre des hauteurs sous la plage habituelle d'utilisation de l'instrument. Elle est créditée de l'« introduction » des sousharmoniques pour le violon, qui autorisent le violoniste à jouer une octave entière sous le sol inférieur sur le violon sans ajuster l'accordage de l'instrument.
Elle étudie le violon auprès de Joseph Fuchs, Roman Totenberg, Toshiya Eto et Armand Weisbord. Elle étudie également la composition avec Mario Davidovsky à l'université Columbia et l'ordinateur à l'université Stanford. Kimura est titulaire d'un doctorat en interprétation de la Juilliard School. Depuis septembre 1998, elle enseigne un cours d'études supérieures d'interprétation musicale en informatique interactive à la Juilliard School.

## Compositions
Kimura compose pour le violon solo et le violon en accompagnement avec d'autres media depuis 1991. Ses œuvres pour violon solo (sans ordinateur) exposent l'emploi des sousharmoniques : ALT (trois mouvements) 1992, Gemini 1993, Six caprices pour sousharmonics, 1997, Subharmonic Partita, 2004.
Les compositions de Kimura pour violon et l'informatique interactive utilisent le logiciel Max/MSP. Elle a récemment participé au développement et l'introduction de Max for Live, qui intègre des correctifs de Max avec Ableton Live, aux rencontres AES (Audio Engineering Society) le 9 octobre 2009.
Elle a créé des œuvres des compositeurs Jean-Claude Risset, Toshi Ichiyanagi, Frances White, Tania León, Robert Rowe et Yoshihiro Kanno. Elle a joué avec de nombreux artistes d'avant-garde tels que Robert Dick (en), Elliott Sharp (en) et Henry Kaiser.

## Discographie
| Année | Album                                                           |
| ----- | --------------------------------------------------------------- |
| 1993  | Acoustics                                                       |
| 1996  | Irrefragable Dreams                                             |
| 1999  | Leyendas                                                        |
| 2005  | The World Below G (autoproduit, withdrawn for 2010 compilation) |
| 2007  | Polytopia                                                       |
| 2010  | The World Below G and Beyond                                    |

## Source de la traduction
- (en) Cet article est partiellement ou en totalité issu de l’article de Wikipédia en anglais intitulé « Mari Kimura » (voir la liste des auteurs).